# Мельман, Мариан
Ме́ер (Мариа́н) Ме́льман (пол. Marian Melman; 3 января 1900, Жолква — 30 октября 1978 Нью-Йорк, Нью-Йорк) — польский режиссёр и актёр.

## Биография
Меер Мельман родился в Жолкве (ныне Львовская область) 3 января 1900 года.
В 1936 году женился на актрисе Иде Каминской. В 1939 году семья актёров жила во Львове, после нападения Германии на Советский Союз в 1941 году — во Фрунзе (Киргизия). С 1946 года — в Польше. Актёр еврейского театра в Лодзи (с 1948 по 1953 гг.), также администратор театра, во Вроцлаве (с 1953 по 1555 гг.), а после переезда театра в Варшаву, с 1955 года — актёр Государственного еврейского театра Варшавы им. Каминской. В 1950—1960-х годах вместе со спектаклями театра был на гастролях во многих странах.
В 1964 году награждён медалью «За заслуги в культуре». В 1968 году эмигрировал из Польши в США вместе с женой, известной актрисой Идой Каминской, её дочерью от первого брака Рут Каминской и другими актерами. В 1975—1977 гг. семья Мельман-Каминских жила в Израиле. С 1977 года в Нью-Йорке. Сын М. Мельмана и И. Каминской — Виктор Мельман.

## Признание и награды
- 1951 — Премия за роль д-ра Винярского в спектакле «Д-р Анна Лесна» Крыжевицкого и Крыщука по пьесе «Зимняя ночь», автор — Диамант, Фестиваль польского современного искусства.
- 1961 — Премия за роль Иегошуа в спектакле «Барух из Амстердама», Фестиваль польского современного искусства во Вроцлаве.
- 1964 — Заслуженный деятель культуры (Польша).

## Творчество

### Роли в театре
- 1950 — «Люди» Шолом-Алейхем
- 1950 — «Сендер Бланк» Шолом-Алейхем
- 1951 — «Д-р Анна Лесна» Ирена Крыжевицка
- Шимон Диамант «Зимняя ночь» (1951)
- Братья Тур, Иван Пырьев «Łutoninowie» (1951)
- Александр Фредро «Пан Йовальский» (1952)
- Макс Баум «Гликл Гамельн» (1952)
- Максим Горький «Мещане» (1953)
- Бинем Геллер «Дом в гетто» (1953)
- Эльза Оржешкова «Меир Эйзофомиц» (1953)
- Ярослав Галан «На рассвете» (1953)
- Мария Цанерле «Палестина» (1954)
- 1954 — Леон Крыжковский «Юлиуш и Этель» (1954)
- 1954 — «Уриэль Акоста» Гуцкова
- Давид Берг «Рива» (1955)
- Фридрих Вольф «Профессор Мамлок» (1955)
- Яков Гордин «Мирэле Эфрос» (1955)
- Шолом-Алейхем «Тевье-молочник» (1956)
- 1957 — «Диббук» Шимон Ан-ский
- 1957 — «Мамаша Кураж и её дети» Бертольда Брехта
- Шолом-Алейхем «Сендер Бланк» (1958)
- Алтер Качижны «Еврейская опера» (1958)
- Макс Баум «Гликл Гамельн» (1958)
- Фридрих Вольф «Профессор Мамлок» (1959)
- Яков Гордин «Мирэле Эфрос» (1959)
- Шимон Диамант «Зимняя ночь» (1959)
- Бертольд Брехт «Страх и нищета Третьего Рейха» (1960)
- Шимон Ан-ский «Диббук» (1960)
- Эльза Оржешкова «Меир Эйзофомиц» (1960)
- Моижеш Длужновский «Samotny statek» (1961)
- Самуил Галкин «Бар-Кохба» (1962)
- Зак Конфино «Эксперимент» (1962)
- Соломон Этингер «Серкелэ» (1963)
- Йосеф Опатошу «В польских лесах» (1963)
- Михал Мирский «Счет» (1963)
- Эфраим Кишон «Закон свадьбы» (1964)
- Ида Каминска «Заполните хранилища» (1964)
- Перец Гиршбейн «Пустая корчма» (1965)
- Эльза Оржешкова «Меир Эйзофомиц» (1965)
- Липа Резник «Сестры» (1965)
- Шолом-Алейхем «Люди» (1966)
- Сесиль П. Тейлор «Мистер Давид» (1966)
- Бен Йонсон «Volpone» (1967)
- Шимон Ан-ский «День и ночь» (1967)
- 1967 — «Мамаша Кураж и её дети» Бертольда Брехта
- Хаим Словес «Десять из н. были братья» (1968)

### Постановки в театре
- Фридрих Вольф «Профессор Мамлок» (1959)
- Хаим Словес «Барух из Амстердама» (1961)
- Липа Резник «Сестры» (1965)
- 1966 — «Люди» Шолом-Алейхем, совместно с Ю. Бергером
- Ежи Лутовски «Время благодетелей» (1967)

### Роли в кино
- 1947 — Mir, lebngeblibene (по Н. Гроссу) http://www.imdb.com/title/tt0130043/
- 1968 -:de:Wege übers Land Wege übers Land (телесериал) (ГДР) — профессор Пинарский http://www.prisma-online.de/tv/film.html?mid=1968_wege_uebers_land